# گیل فورس
گیل فورس (به انگلیسی: Gail Force) یک بازیگر پورنو و کارگردان آمریکایی است.
گیل در تالار مشاهیر ای‌وی‌ان به عنوان عضو پذیرفته شده‌است.